# Antigonia rhomboidea
Antigonia rhomboidea är en fiskart som beskrevs av Mcculloch, 1915. Antigonia rhomboidea ingår i släktet Antigonia och familjen trynfiskar. Inga underarter finns listade i Catalogue of Life.